# Karl Fazer
Karl Otto Fazer (Helsinki, Gran Ducado de Finlandia, 6 de agosto de 1866 - Jokioinen, Finlandia, 9 de octubre de 1932) fue un chocolatero y tirador deportivo finlandés.

## Biografía
Nació en Helsinki. Tuvo cuatro hijos y fue abuelo de Peter Fazer. Su padre, Eduard Peter Fazer (originalmente Fatzer), era un peletero nacido en Suiza.
Fazer estudió panadería en Berlín, París y San Petersburgo antes de convertirse en un pionero de la repostería finlandesa. El 17 de septiembre de 1891, junto con su esposa Berta, abrió una confitería franco-rusa en Glogatan (Kluuvikatu) 3 en Helsinki. Más tarde abrió una fábrica de chocolate y dulces en Punavuori.
Fazer, la empresa que fundó, sigue existiendo. Muchos de sus productos se han convertido en clásicos. Esto es especialmente cierto en el caso de "Fazer Blue" ("Fazerin Sininen" en finés, "Fazer blå" en sueco), una marca de chocolate que a menudo se compara con el salmiakki, ya que es un dulce que forma parte de la identidad nacional finlandesa.
Fazer estableció zonas de protección de aves en el archipiélago de Åland y en el terreno de la granja Taubila que compró en 1918 en Pyhäjärvi, condado de Vyborg, Karelia. Introdujo los faisanes en Finlandia y a principios del siglo XX fue propietario de una granja de faisanes cerca de Helsinki.
Fazer murió en 1932 a la edad de 66 años después de sufrir un ataque cardíaco durante un viaje de caza en Jokioinen.

## Juegos Olímpicos de 1912
Fazer era un excelente tirador y participó en los Juegos Olímpicos de 1912 con el equipo de tiro finlandés. Quedó en duodécimo lugar en tiro al plato masculino y en quinto lugar en tiro al plato masculino por equipos.